# Матфиевская церковь (Санкт-Петербург)
Це́рковь Апо́стола Матфи́я и Покрова́ Пресвято́й Богоро́дицы — утраченный православный храм в Санкт-Петербурге. Находился на Петроградской стороне, на месте современного Матвеевского сада. Разрушен коммунистами в 1932 году.

## История
Первоначально в 1719 году сюда был перенесён деревянный храм во имя апостолов Петра и Павла, построенный на Заячьем острове в 1703 году (по некоторым сведениям, по чертежам Петра I). Стены были расписаны под мрамор. Тот деревянный храм располагался в западной части современного сада, ближе к Матвеевской улице, в XX веке превратившейся в часть улицы Ленина. 31 января 1720 года храм был освящён на этом месте во имя апостола Матфия в память взятия русскими войсками Нарвы, произошедшего в день этого святого, 9 (22) августа 1704 года. Пётр I молился в этом храме о победоносном окончании войны со Швецией.
При Анне Иоанновне церковь стала полковой размещённых по соседству Копорского и Санкт-Петербургского полков. В течение XVIII века были возведены придел во имя святого преподобного Сергия Радонежского и тёплая церковь рядом (в 1754 году) во имя Покрова Пресвятой Богородицы.
Законом от 6 октября 1732 года при церкви, «где и место имеется свободное и сухое», было велено погребать тела скончавшихся горожан. Кладбище существовало более 30 лет, и было упразднено около 1768 года.
По преданию, в XVIII веке среди прихожан церкви была Ксения Петербургская. В наши дни появилась не имеющая никаких документальных подтверждений легенда, что в церкви Святого Матфия её венчали и отпевали.
Позже деревянная Покровская церковь была разобрана и возведена каменная, а в 1806 году по повелению Александра I разобран вконец обветшавший Матфиевский храм, а на его месте начато сооружение каменного по проекту архитектора Лаврентия Миллера. В течение XIX века Матфиевская церковь ещё не раз перестраивалась и расширялась. При этом в ней неизменно хранился иконостас первой деревянной Петропавловской церкви. В 1889—1890 годах пристроена каменная колокольня по проекту архитектора В. И. Карпова.
К началу XX века это была единая Матфиевская церковь, которая имела приделы Покровский и Сергиевский. При ней состояли церкви на Бармалеевой улице (при доме милосердия, в XX веке переделаны под здания завода «Арсенал», современный адрес — Чкаловский пр., д. № 50) и на Гатчинской ул., д. № 5 (при детском приюте), а также часовня на Сытном рынке близ Кронверкского проспекта.
Настоятель храма протоиерей Николай Сперанский (старший брат епископа Иоанникия) осенью 1918 года пал жертвой «красного террора». Его преемник, протоиерей Иоанн Альбинский, присоединился к обновленческому расколу и в июне 1922 года стал вторым архиереем обновленческого поставления и первым, поставленным без пострига в монашество.
В 1923 году храм получил статус собора, а в 1932 году был закрыт и взорван по постановлению Леноблисполкома. Обломки были сгруппированы в центре и засыпаны, в результате чего образовался существующий холм.
Летом 2001 года археологической экспедицией Северо-Западного НИИ наследия ИИМК РАН проводилось историко-археологическое изучение Матвеевской церкви, по результатам которого «территория местоположения исторических храмов принята на учёт КГИОП Санкт-Петербурга в качестве охраняемых памятников истории и культуры». Место, где стояла церковь (фундамент), в 2001 году было отнесено КГИОПом к выявленным объектам культурного наследия народов России. 
В ноябре 2024 года «место, где находилась в 1800-1932 гг. церковь Святого Апостола Матфия и Покрова Пресвятой Богородицы» получило статус объекта культурного наследия регионального значения. В январе 2025 года был подготовлен проект воссоздания Матфиевской церкви.

## Отражение названия церкви в топонимике

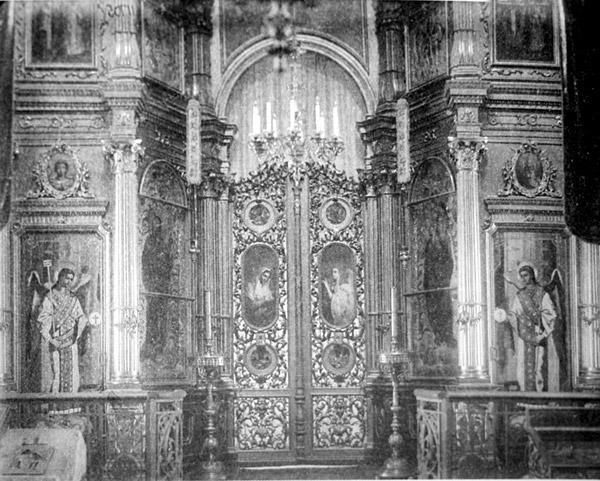
Иконостас Покровского придела

Бывшая прицерковная территория неофициально называется Матвеевским садом.
Название храма также послужило источником названий ряда близлежащих улиц:
- Матвеевский переулок — название сохранилось.
- Матвеевская улица (до 1923; с 1923 по 1956 год — улица Якова Калинина) — часть улицы Ленина южнее Большого проспекта П. С.
- Передняя Матвеевская улица (в XVIII веке) — Бармалеева улица.
- Матвеевский проспект (до 1820-х гг.) — современные Кронверкская улица и улица Подковырова, до середины XIX века составлявшие единое целое.
- Покровская улица (до 1923) — улица Подковырова (до середины XIX века — совместно с Кронверкской улицей; до 1820-х гг. название существовало параллельно с названием Матвеевский проспект).

## Настоятели
- протоиерей Александр Фёдорович Каминский (1885 — 6 мая 1897)
- протоиерей Владимир Петрович Каменев (17 сентября 1903 — 14 ноября 1907)
- протоиерей Владимир Павлович Галкин (5 декабря 1907 — 24 июля 1915)
- протоиерей Николай Никанорович Сперанский (12 августа 1915 — апрель 1918)
- протоиерей Иоанн Иванович Альбинский (1918 — 11 июня 1922)
- священник Михаил Николаевич Соболев (июнь — июль 1922) временно
- протоиерей Михаил Иванович Гремячевский (4 июля 1922 — февраль 1926) арестован
- священник Николай Алексеевич Лукин (4 марта 1926 — ?)